# Calogero (Religion)

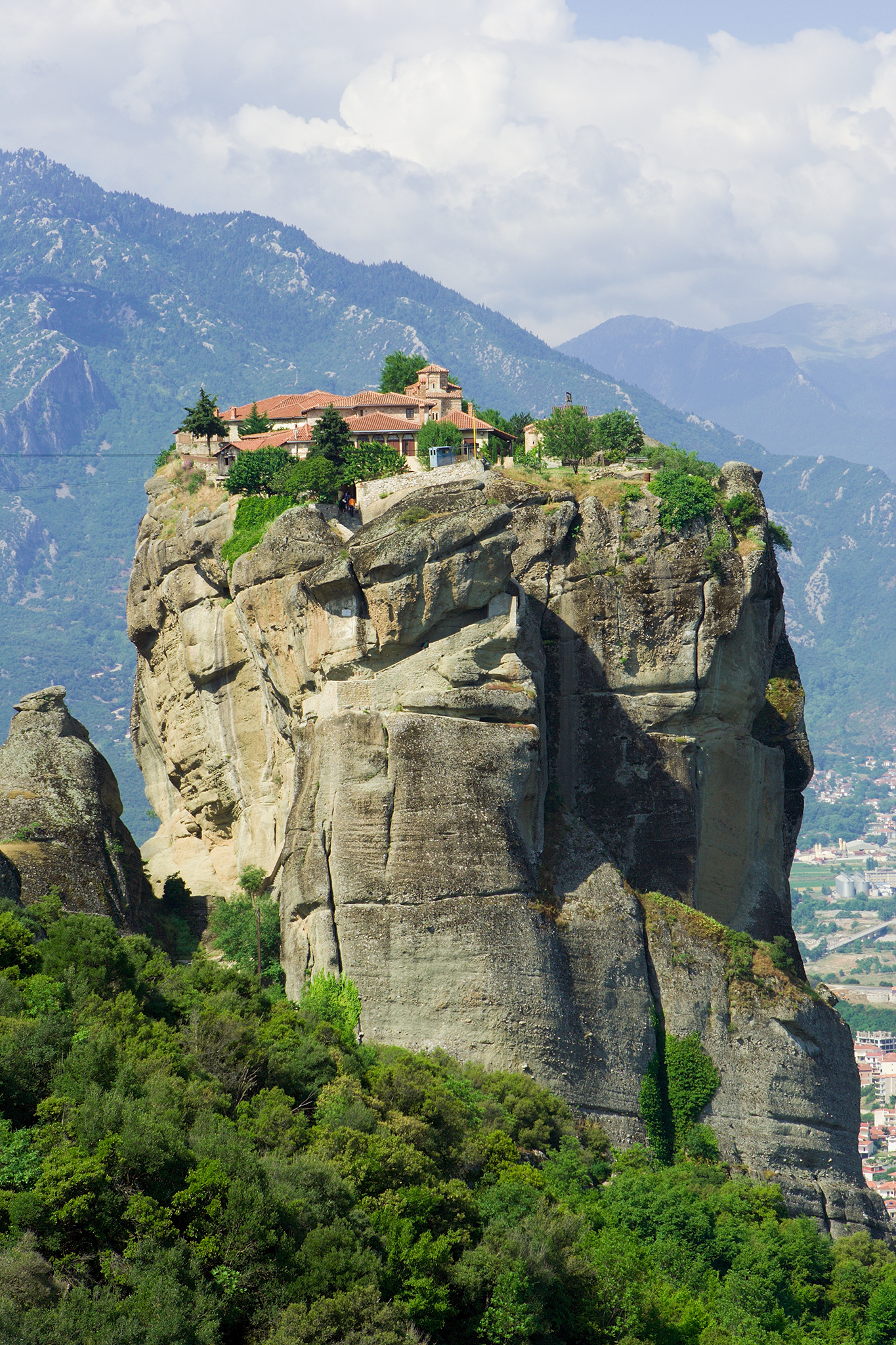
Das Metéora-Kloster Agía Triáda in Thessalien

Ein Calogero (IPA: kaloˈʤɛːro), auch: Kalogeros; Plural: Calogeri, auch: Kalogĕri, Koloyers, Kalojers, war ein griechischer Mönch innerhalb der orthodoxen Kirche.
Die Calogeri waren größtenteils Einsiedlermönche beider Geschlechter, die nach den Regeln des Heiligen Basilius lebten.
Außer auf dem Berg Athos, wo nur Calogeri lebten, gab es Klöster auf den Inseln des griechischen Archipels und auf den Bergspitzen Thessaliens. Sie dienten aber fast in allen Ostkirchen, legten ein Gelübde ähnlich der westlichen Religiösen ab, hielten sich streng an ihre ursprüngliche Lebensordnung und an die alte Bekleidung. Soweit bekannt ist, gab es nie eine Reform unter ihnen.

## Die Herkunft des Namens

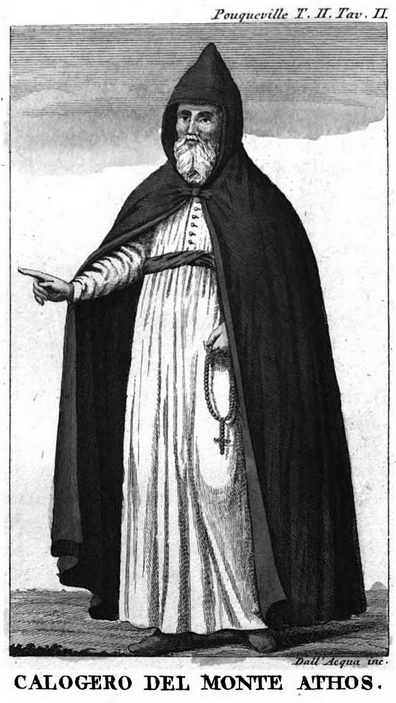
François Pouqueville: Calogero vom Berg Athos

Der Begriff Calogero kommt aus dem Griechischen Καλόγερος (Kalogeros) und besteht aus den Wörtern καλός (kalos, „schön“ oder Neugriechisch: „gut“) und γέρων (geron, „älterer Mann“, „alt“) mit der wörtlichen Übersetzung „schöner Alter“, „guter alter Mann“, „der der ein schönes Alter hat“.
Nach Bergier soll der Namen unter den Mönchen verbreitet worden sein, weil sie einst einen guten Alten als ihren Superior wählten, auch wenn er ein Laienbruder war.

## Bekleidung
Über die Bekleidung der Calogeri berichten der Jesuitenpater Filippo Bonanni und der französische Buchillustrator Bernard Picart.
„Sie bekleiden sich mit einer langen Tunika aus schwarzer oder camelfarbener Wolle mit einem Hüftengürtel. Darüber tragen sie ein weiteres schwarzes vorne offenes Gewand mit Frangen (Fadensaum), die mit Knöpfen geschlossen werden können. Die Ärmel sind zirka drei Handflächen breit. Auf ihrem Kopf tragen sie immer eine schwarze Kappe aus Filz oder Wolle, die auch die Ohren bedecken. Darüber tragen sie eine große Kapuze, an der sie zwei vier fingerbreite Binden anbringen, die über die Arme fallen, das nach ihnen das Kreuz bedeutet. Außerdem lassen sie Haare und Bart wachsen.“

### Liturgische Gewänder
Nach dem Franziskaner-Terziarier Pierre Hélyot wurden die Calogeri in drei Ränge unterteilt:
- der erste, der der Novizen, allgemein Archari genannt,[9]
- der zweite, der des Profess', Mikroschimoi (Μικρόσχημοι) genannt und
- der dritte, der der Perfekten, Megaloschemoi (μεγαλόσχημοι) genannt.

Die drei Ränge unterschieden sich durch Zubehör oder spezielle Abzeichen, die das äußere Erscheinungsbild bestimmten.

#### Die Novizen
Die Novizen trugen über der Tunika eine bis zum Knie reichende Zimarra, eine Art runde große Mütze, die auch die Ohren bedeckte und anstatt der Holzschuhe, wie es bei den anderen Ordensbrüdern üblich war, trugen sie spitze Pantoffeln. Drei Jahre nach ihrer Aufnahme erhielten sie das Gewand der Professen.

#### Die Professen
Das Gewand der Professen zeichnete sich durch einen breiten Gürtel aus, der die Tunika oberhalb der Nieren verengte. Eine Kappe bedeckte die Ohren und eine Capa (Übergewand mit Kapuze) bedeckte das Haupt. Das Schuhwerk war fast so wie die der barfüßigen Franziskaner.

#### Die Perfekten
Dem Gewand des Perfekten, auch als großes und engelhaftes Gewand bekannt, wurde ein handflächengroßes Stück Stoff (Anablo) hinzugefügt, das zwischen den Schultern unter der Tunika angebracht wurde. Das Anablo wurde mit Hilfe von Schnüren an den vier Ecken des Stoffes befestigt, durch die die Arme gesteckt wurden. Auf dem Anablo war das Kreuz oder irgendein anderes Bild aufgestickt, das einen Bezug zur Passion Christi hat. Die Capa war sehr weit, bedeckte die Schultern sowohl vorne als hinten und endete in einer spitzen Kapuze. Fünf Kreuze aus Wollbändern wurden an der Stirn, auf der Brust, auf dem Rücken und auf beiden Seiten der Schultern angebracht.

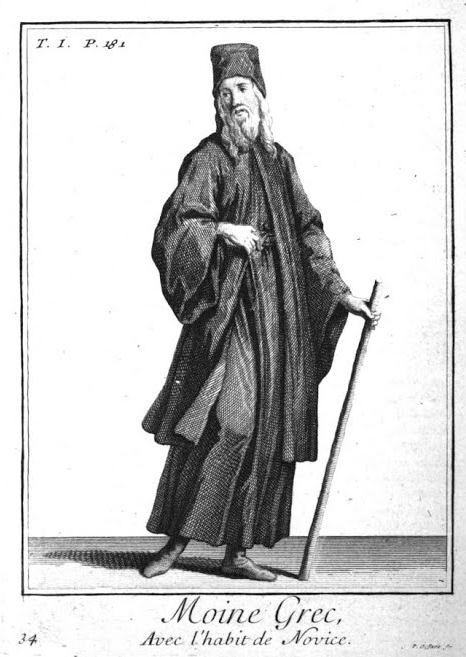
Gewand des Novizen
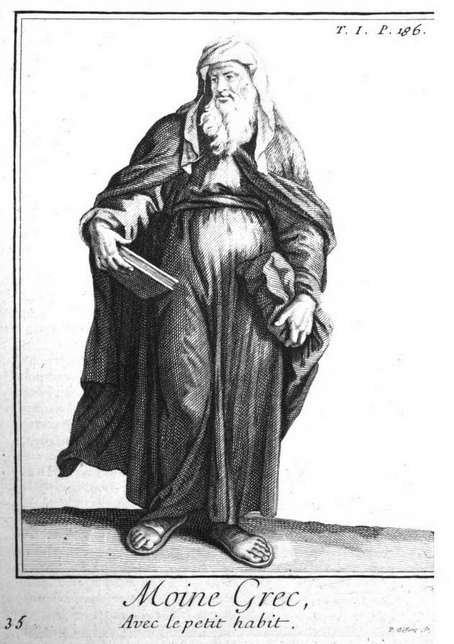
Gewand des Professen (Mikroschimoi)
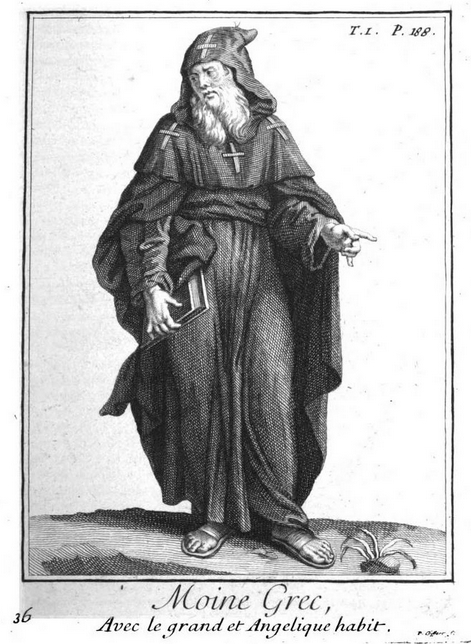
Gewand des Perfekten (Megaloschemoi)

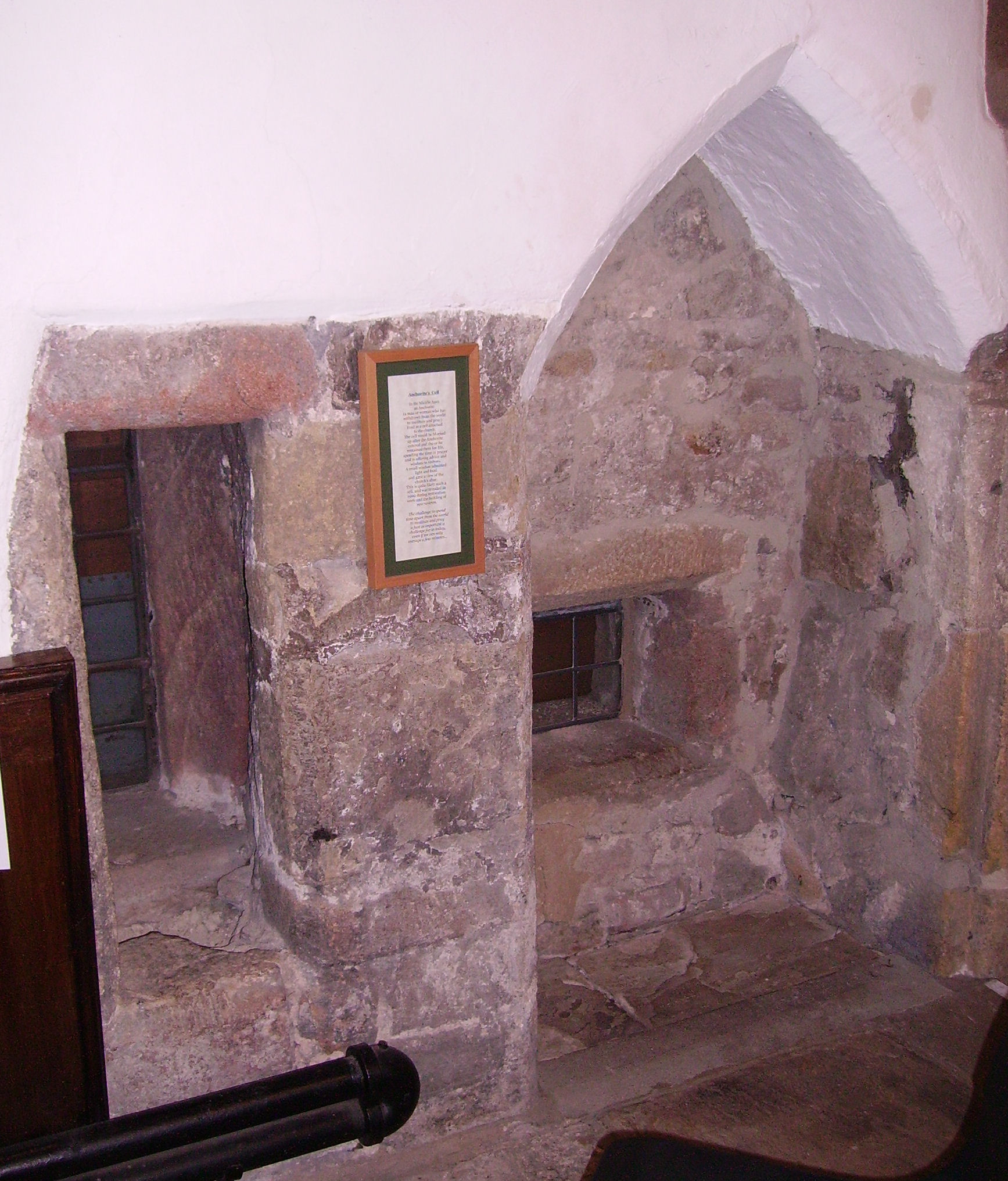
Anachoretenzelle in Skipton

Die Perfekten teilten sich weiterhin in:
- Koinobiten, die „gemeinsam unter einem Dach lebten“ und durch eine Mauer von der Außenwelt getrennt waren und von Mitternacht bis Sonnenuntergang beteten.[12]
- Anachoreten, die asketisch in einer kleinen Zelle außerhalb des Klosters lebten und nur an Feiertagen ins Kloster gingen, zu dem sie gehörten, um an den göttlichen Zeremonien teilzunehmen.[13]
- Eremiten, die allein in Grotten und Höhlen auf den Bergen lebten.

## Der Lebenswandel der Calogeri
Die Calogeri führten ein sehr strenges und zurückgezogenes Leben. Sie schliefen auf dem nackten Boden und mehrmals pro Woche
geißelten sie sich und bedeckten ihren Körper mit Stigmen. Ihre Zeit teilten sie zwischen Handarbeit und göttlichem Dienst in der Kirche oder in ihrer Zelle und ihre gewöhnliche Lektüre bestand aus dem Text des Evangeliums oder den Predigten der Kirchenväter.
Ihre selbst hergestellten Gegenstände verkauften sie vor allem in Griechenland und in den nahe gelegenen Provinzen. Außerdem bestellten sie das Land um ihre Klöster.
Die Calogeri aßen nie Fleisch, auch dann nicht, wenn sie krank waren; dies hatten sie mit den anderen griechischen Religiösen des Heiligen Basilius gemein. Dienstags, donnerstags und sonntags war es erlaubt, Fisch und Milchprodukte zu essen, während es an den anderen Tagen Hülsenfrüchte und Gemüse mit Öl gab. Brot aßen sie nur, wenn es durch ihre körperliche Arbeit verdient worden war.

### Die Fastenzeiten
Streng hielten die Calogeri die von der griechisch-orthodoxen Kirche vorgeschriebenen vier großen Fastenzeiten (Quadragesime) ein.
Die erste und größte Fastenzeit ist die vor Ostern, die auch „Megali Tesseracosti“ (die „große Vierzigtägige“) genannt wird und ohne Ausnahme acht Wochen dauerte. Nur in der ersten Woche war es erlaubt Fisch, Eier, Milch und Käse zu essen. In den anderen Wochen durften zu der normalen Kost auch Muscheln und andere Testazeen (schalentragende Weichtiere, wie Schnecken und Muscheln) gegessen werden. Zu trinken gab es nur Wasser.
Die zweite Fastenzeit ist die vor dem Fest der der Apostel Petrus und Paulus. Sie beginnt acht Tage nach Pfingsten und dauert nach dem Kalender der beweglichen Feste mehr oder weniger lang. In dieser Fastenzeit war es erlaubt, Fisch und Wein zu sich zu nehmen.
Die dritte Fastenzeit ist die Marienfastenzeit vor dem Fest Mariä Himmelfahrt und dauert 14 Tage. Während dieser Zeit durften die Calogeri nur am Sonntag und am Festtag der Verklärung des Herrn Fisch essen.
Die vierte Fastenzeit fällt in die Adventszeit und dauert 40 Tage vor Weihnachten mit den gleichen Vorschriften wie die der Apostel.
Während der Fastenzeiten verbrachten die Calogeri den Großteil der Nächte in Gebeten und in Bußübungen (Geißelungen) für ihre eigenen Sünden und die anderer.
Außer diesen vier großen Fastenzeiten und den Fasttagen Mittwoch und am Freitag jeder Woche gab es noch zahlreiche kleinere Fastenzeiten.

## Die Calogere
Calogere (Plural von Calogera) wurden griechische Religiöse oder Nonnen genannt, die nach den Regeln des Heiligen Basilius zurückgezogen in Klöstern oder abgesondert in ihren Häusern unter der Leitung eines Vorgesetzten oder einer Äbtissin lebten. Sie waren allerdings nicht zu einer regelmäßigen Klausur gezwungen. Ihren Lebensunterhalt verdienten die Calogere mit Stick- und Näharbeiten.

### Die Kleidung
Die Calogere erkannte man an ihren rasierten Köpfen, an ihren langen schwarzen Wollkleidern, deren Ärmel die Hände bis zu den Fingerspitzen bedeckten. Darüber trugen sie einen schwarzen Umhang.
Die Calogere, die alleine in ihren Häusern zurückgezogen lebten, waren gewöhnlich Witwen, die nicht gezwungen waren ein Gelübde abzulegen, sondern einfach erklärten, dass sie für immer auf die Ehe verzichteten. Es wurde berichtet, dass diese Calogere in der Regel frei in den Städten herumgingen, geschützt durch ihr religiöses Gewand und ihren schwarzen Schleier.

### Der Lebenswandel der Calogere
Für Osmanen, für die der Eingang ihrer Klöster frei war, kauften bei den Calogere die von ihnen selbst genähten und gestickten Gürtel und andere Handarbeiten. Allerdings war der Eingang der in Klausur lebenden Nonnen den griechischen Priestern strengstens verboten.
Während die Reichen unter den Calogere ein Mädchen hatten, von dem sie sich bedienen ließen, hielten andere von ihnen in ihren Zellen junge Mädchen, um ihnen die guten Sitten und Pflichten der Religion beizubringen.

## Der Vorname Calogero in Italien
Der männliche Vorname Calogero (Calogera die weibliche Form) ist dank des Kultes von Calogerus von Sizilien (ital.: San Calogero) in Italien traditionell weit verbreitet und charakteristisch für Sizilien. Calogerus von Sizilien war ein Einsiedler bei Naro und lebte im 5. Jahrhundert n. Chr. als Abt auf dem Monte Calogero bei Sciacca in der Provinz Agrigento. Einige Gelehrte denken, dass der Name des Heiligen von Sizilien nicht Calogerus war, sondern der Beiname, mit dem er bekannt wurde. Andere wiederum behaupten, dass Calogerus sein Name war.

## Die Calogeri in Italien

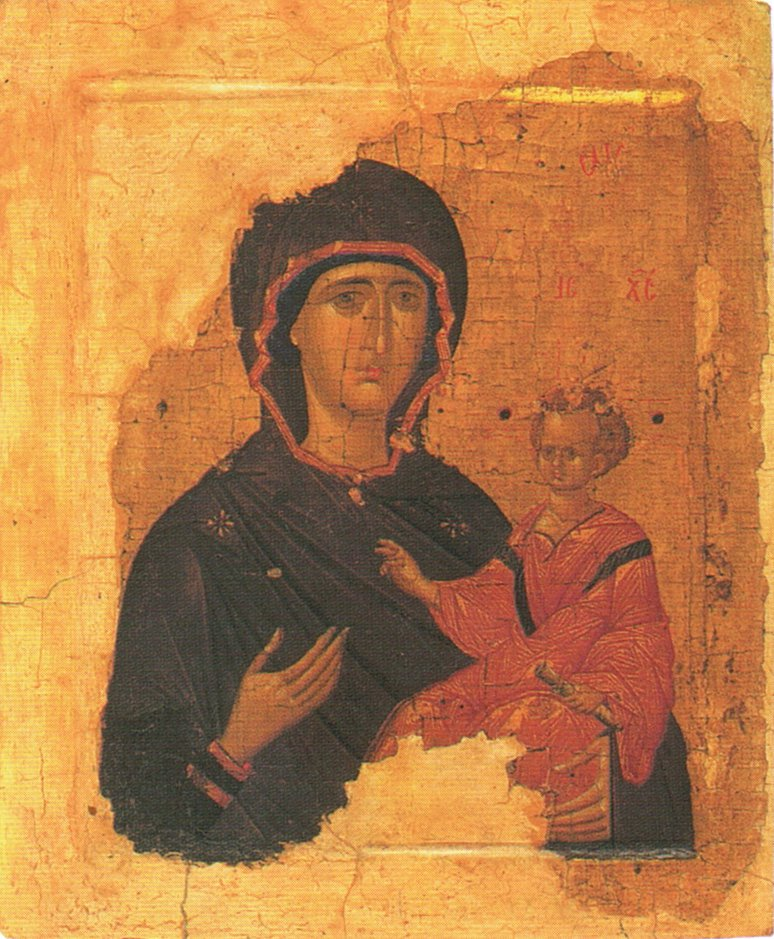
Hodegetria aus dem 15. Jahrhundert

Es gibt viele Legenden über die Ankunft der Calogeri in Süditalien, die alle mit der Madonna Hodegetria in Verbindung gebracht werden. Während der zweiten Belagerung Konstantinopels in den Jahren 717/18 durch die muslimischen Araber soll die Madonna Hodegetria mit Kind (abgekürzt auch Madonna d'Itria, dell'Itria oder dell'Idria) in einer Kiste ins Meer geworfen und in wundersamer Weise an den Küsten Kalabriens, Siziliens und Sardiniens „gestrandet“ sein. Manchmal in Begleitung von zwei Calogeri und manchmal soll die Kiste mit der Madonna von Calogeri auf den Schultern getragen an Land gebracht worden sein, weshalb in den Darstellungen der Madonna von Konstantinopel oft das Bild der Jungfrau mit dem Kind erscheint, die aus einer Kiste aufsteigt und auf den Schultern von zwei betagten Calogeri getragen wird.

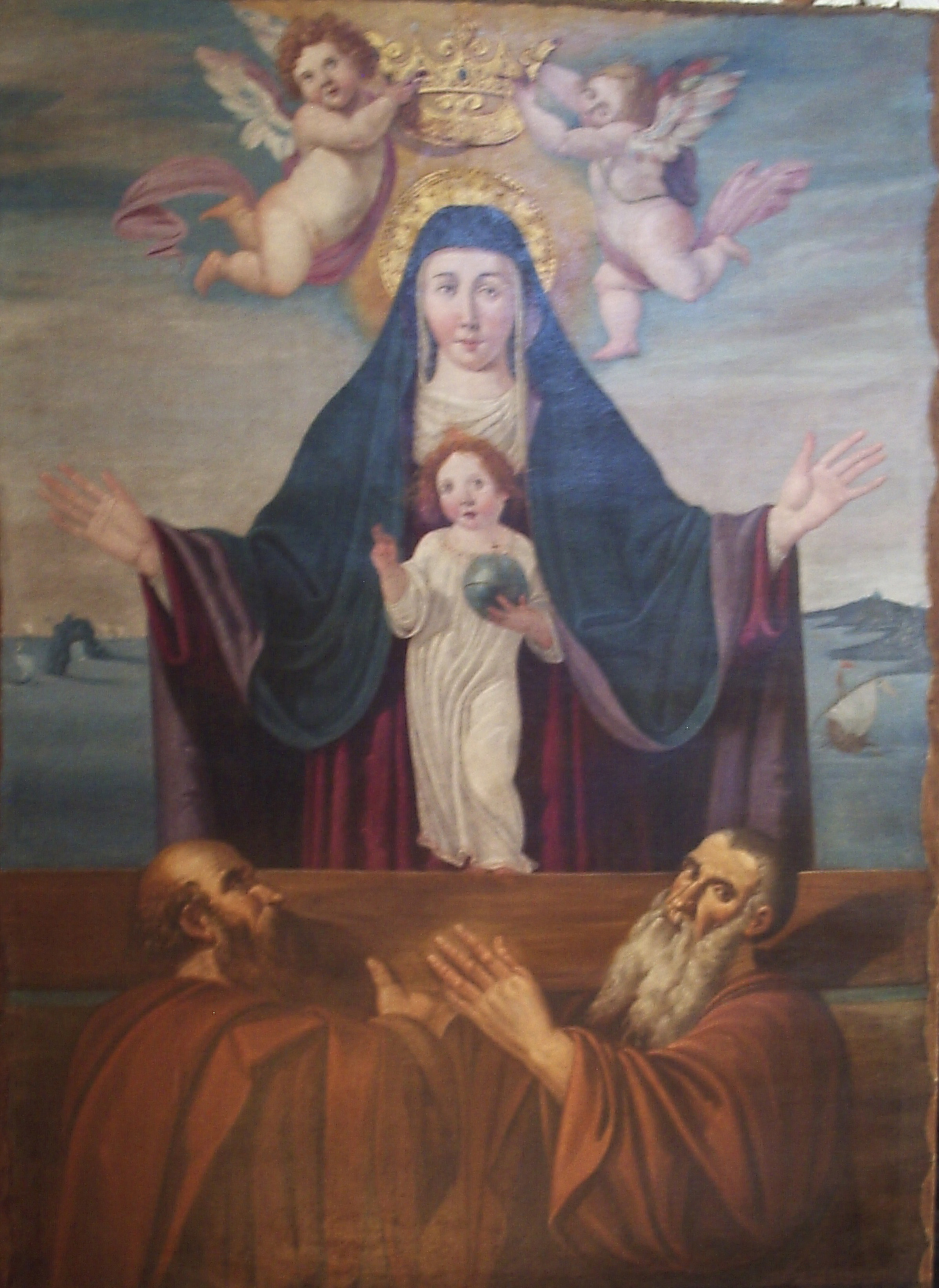
Ikone der Madonna von Konstantinopel in der Chiesa di San Giovanni Decollato in Nepi
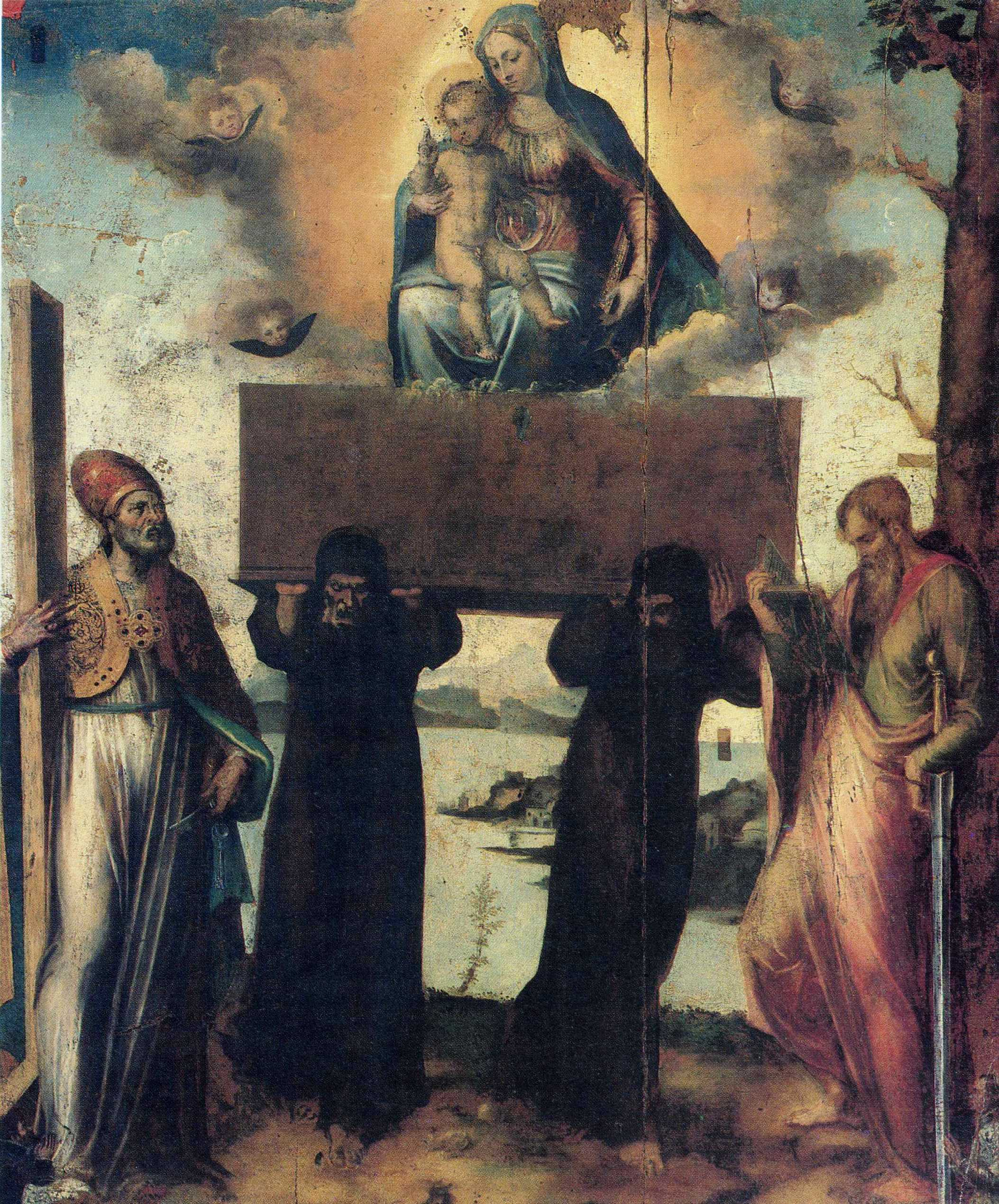
Die Madonna d'Itria in der Chiesa Santa Caterina di Valverde in Messina

### Wie die Madonna von Konstantinopel nach Bari kam
Als der byzantinische Kaiser, Leo III. den bisherigen Bilderkult zum „Götzendienst“ erklärte, ordnete er 730 (in anderen Quellen 728) die Entfernung aller „Bildnisse Christi, der Mutter Gottes, der Heiligen und Märtyrer aus den Kirchen und den Heiligen Orten“ an. Eventuell sollten die Wände mit Farben überstrichen werden. Viele der Kultbilder sollen verbrannt und noch mehr von den Christen versteckt worden sein, um sie nach dem Ikonoklasmus dem Kult zurückzuerstatten.
Als Papst Gregor III., der die Bilderverehrung aus pädagogischen Gründen ("Bibel der Armen") tolerierte, im November 731 auf einem Konzil in Rom alle Bilderstürmer und damit auch den Kaiser exkommunizieren ließ, schickte Leo III. Ende Januar 733 eine Kriegsflotte zur Unterstützung des Exarchen Eutychius von Ravenna nach Italien, um gewaltsam Rom anzugreifen, die Heiligenbilder zu zerstören und den Papst gefangen zu nehmen. Die Flotte erlitt allerdings Schiffbruch.
Daraufhin konfiszierte Leo III. alle päpstlichen Güter in Kalabrien und Sizilien, die Herauslösung ganz Siziliens und aller Balkanländer aus dem päpstlichen Jurisdiktionsbereich sowie ihre Eingliederung in das Ökumenische Patriarchat von Konstantinopel. Gregor brach darauf den Kontakt mit Byzanz ab.

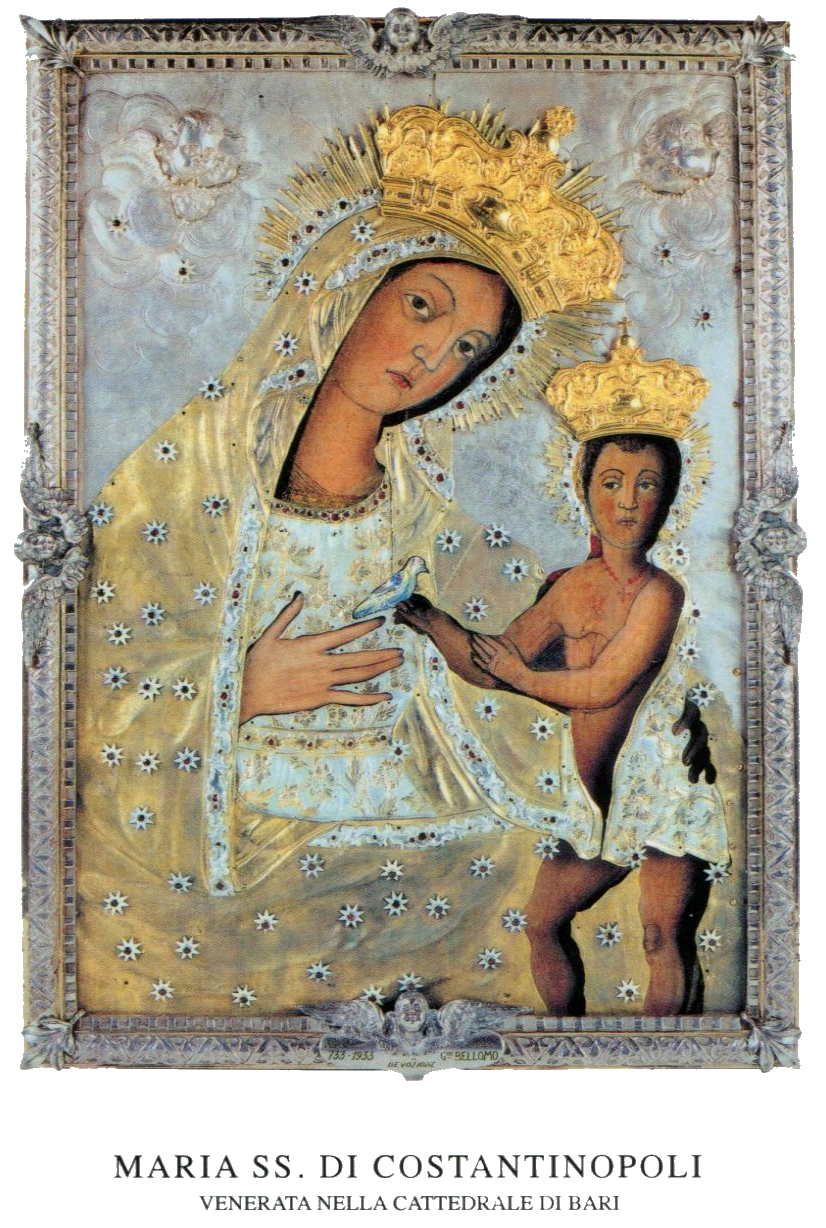
Ikone der Madonna von Konstantinopel mit Riza in der Krypta der Kathedrale San Sabino, Bari

Nach der Legende sollen die griechischen Mönche (Calogeri) von Konstantinopel, die während der ikonoklastischen Verfolgung die vom Heiligen Lukas gemalte Ikone der Madonna Hodegetria aufbewahrt hatten, beschlossen haben, sie nach Rom zu bringen, um sie Papst Gregor III. zur Aufbewahrung zu übergeben. Zwei von ihnen schifften sich 733 mit Hilfe von zwei aus Bari stammenden Matrosen mit dem kostbaren Bild in einer Kiste auf einem von drei nach Italien von Kaiser Leo III. abgesandten Schiffen als Matrosen ein. In der Morgendämmerung des ersten Dienstags im März des Jahres 733 landete das einzige Schiff der Flotte, das einen schrecklichen Sturm überlebt hatte, im Hafen von Bari.
Die aus Bari stammenden Matrosen, die den wirklichen Inhalt der Kiste entdeckt hatten, zwangen die Calogeri die Madonna Hodegetria in Bari zu lassen. In einer großen Prozession, an der sich alle Bürger beteiligten, wurde das Heiligenbild in die Chiesa dell'Assunta, die heutige Krypta in der Kattedrale San Sabino in Piazza dell'Odegitria gebracht, wo heute eine Ikone mit Riza aus einer späteren Epoche als Madonna von Konstantinopel zu betrachten ist. Erzbischof Bursa ordnete den beiden Calogeri zusammen mit zwei anderen Priestern des örtlichen Klerus' an, Tag und Nacht über die Ikone zu wachen und jeden Dienstag Maria zu preisen, so wie es in Konstantinopel getan wurde. Die Calogeri blieben bis 1158. Daraufhin war das Bild in der Obhut des Domkapitels.